# Championnats nationaux de cyclisme sur route en 2008
Navigation
2007 2009
Les championnats nationaux de cyclisme sur route en 2008  ont commencé dès janvier pour  l'Australie et la Nouvelle-Zélande. La plupart des championnats nationaux de cyclisme ont eu lieu aux mois de juin et juillet.

## Principaux champions 2008

### Élites hommes
| Pays               | Course en ligne        | Contre-la-montre     |
| ------------------ | ---------------------- | -------------------- |
| Allemagne          | Fabian Wegmann         | Bert Grabsch         |
| Argentine          | Gerardo Luis Fernandez | Matías Médici        |
| Australie          | Matthew Lloyd          | Adam Hansen          |
| Autriche           | Christian Pfannberger  | Stefan Denifl        |
| Biélorussie        | Yauheni Hutarovich     | Andrei Kunitski      |
| Belgique           | Jürgen Roelandts       | Stijn Devolder       |
| Bolivie            | Horacio Gallardo       | Óscar Soliz          |
| Brésil             | Valcemar Silva         | Cleberson Weber      |
| Canada             | Christian Meier        | Svein Tuft           |
| Chili              | Gonzalo Miranda        | Robinson Núñez       |
| Chine              | Yilin Liu              |                      |
| Colombie           | Darwin Atapuma         | Israel Ochoa Plazas  |
| Costa Rica         | Alexander Sánchez      | Henry Raabe          |
| Croatie            | Tomislav Dančulović    | Matija Kvasina       |
| Danemark           | Nicki Sørensen         | Lars Ytting Bak      |
| Espagne            | Alejandro Valverde     | Luis León Sánchez    |
| Estonie            | Jaan Kirsipuu          | Tanel Kangert        |
| États-Unis         | Tyler Hamilton         | David Zabriskie      |
| France             | Nicolas Vogondy        | Sylvain Chavanel     |
| Finlande           | Jussi Veikkanen        | Matti Helminen       |
| Hongrie            | Zoltán Madaras         | László Bodrogi       |
| Iran               | Ghader Mizbani         | Hossein Askari       |
| Irlande            | Daniel Martin          | Paul Healion         |
| Israël             | Hortig Nati            | Maxim Burlutsky      |
| Italie             | Filippo Simeoni        | Marco Pinotti        |
| Japon              | Hidenori Nodera        | Kazuya Okazaki       |
| Kazakhstan         | Assan Bazayev          | Andrey Mizourov      |
| Lettonie           | Normunds Lasis         | Raivis Belohvoščiks  |
| Liban              | Salah Ribah            | Kevork Altounian     |
| Lituanie           | Tomas Vaitkus          | Ignatas Konovalovas  |
| Luxembourg         | Fränk Schleck          | Kim Kirchen          |
| Moldavie           | Alexandr Pliuschin     | Sergiu Cioban        |
| Pays-Bas           | Lars Boom              | Lars Boom            |
| Nouvelle-Zélande   | Julian Dean            | Logan Hutchings      |
| Norvège            | Kurt Asle Arvesen      | Edvald Boasson Hagen |
| Ouzbékistan        | Sergueï Lagoutine      | Vladimir Tuychiev    |
| Pologne            | Marcin Sapa            | Łukasz Bodnar        |
| Portugal           | João Cabreira          | Sérgio Paulinho      |
| République tchèque | Petr Benčík            | František Raboň      |
| Royaume-Uni        | Robert Hayles          | Michael Hutchinson   |
| Russie             | Serguei Ivanov         | Vladimir Gusev       |
| Slovaquie          | Matej Jurčo            | Matej Jurčo          |
| Slovénie           | Borut Božič            | Gregor Gazvoda       |
| Suède              | Jonas Ljungblad        | Fredrik Ericsson     |
| Suisse             | Markus Zberg           | Fabian Cancellara    |
| Ukraine            | Ruslan Pidgornyy       | Andriy Grivko        |
| Venezuela          | Noel Vásquez           | Tomás Gil            |

### Élites femmes
| Pays               | Course en ligne          | Contre-la-montre      |
| ------------------ | ------------------------ | --------------------- |
| Allemagne          | Luise Keller             | Hanka Kupfernagel     |
| Argentine          | Daiana Almada            | Valeria Muller        |
| Australie          | Oenone Wood              | Bridie O'Donnell      |
| Autriche           | Monika Schachl           | Monika Schachl        |
| Biélorussie        | Tatsiana Sharakova       | Tatsiana Sharakova    |
| Belgique           | Ilse Geldhof             | An Van Rie            |
| Brésil             | Clemilda Fernandes Silva | Camila Rodrigues      |
| Canada             | Alexandra Wrubleski      | Anne Samplonius       |
| Chili              | Paola Muñoz              |                       |
| Colombie           | Paola Madriñán           | Paola Madriñán        |
| Costa Rica         | Marcela Castillo         | Roxana Alvarado       |
| Croatie            | Viena Balen              | Viena Balen           |
| Danemark           | Linda Villumsen Serup    | Linda Villumsen Serup |
| Espagne            | Itxaso Leunda            | non disputé           |
| Estonie            | Grete Treier             | Grete Treier          |
| États-Unis         | Brooke Miller            | Alison Powers         |
| France             | Jeannie Longo            | Jeannie Longo         |
| Finlande           | Mirella Harju            | Anne Rautio           |
| Hongrie            |                          | Mónika Király         |
| Irlande            | Siobhan Dervan           | Olivia Dillon         |
| Italie             | Fabiana Luperini         | Tatiana Guderzo       |
| Kazakhstan         | Zulfiya Zabirova         | Zulfiya Zabirova      |
| Lituanie           | Modesta Vžesniauskaitė   | Daiva Tuslaite        |
| Luxembourg         |                          | Christine Majerus     |
| Pays-Bas           | Marianne Vos             | Mirjam Melchers       |
| Nouvelle-Zélande   | Melissa Holt             | Melissa Holt          |
| Norvège            | Anita Valen de Vries     | Anita Valen de Vries  |
| Pologne            | Paulina Brzeźna          | Bogumiła Matusiak     |
| République tchèque | Martina Růžičková        | Jarmila Machačová     |
| Royaume-Uni        | Nicole Cooke             | Sharon Laws           |
| Russie             | Julia Martisova          | Elena Tchalykh        |
| Slovaquie          | Eva Potocna              | Katarína Uhlariková   |
| Suède              | Emilia Fahlin            | Emma Johansson        |
| Suisse             | Jennifer Hohl            | Karin Thürig          |
| Ukraine            | Tatiana Stiajkina        | Tatiana Stiajkina     |
| Venezuela          | Danielys García          | Danielys García       |

### Moins de 23 ans - hommes
| Pays             | Course en ligne             | Contre-la-montre       |
| Allemagne        | Martin Reimer               | Andreas Henig          |
| Argentine        | Gustavo Borcard             | Roman Jose Mastrangelo |
| Australie        | Simon Clarke                | Matt King              |
| Autriche         | Martin Schöffmann           |                        |
| Chili            | Juan Raúl Bravo             | Juan Raúl Bravo        |
| Croatie          | Kristijan Đurasek           | Kristijan Đurasek      |
| Danemark         | Mathias Frosthom Kristensen | Jimmi Sørensen         |
| Estonie          | Gert Jõeäär                 | Gert Jõeäär            |
| France           | Arnaud Courteille           | Tony Gallopin          |
| Finlande         | Paavo Paajanen              | Jussi Eskelinen        |
| Hongrie          |                             | Gábor Fejes            |
| Irlande          | Daniel Martin               | Denis Dunworth         |
| Italie           | Damiano Caruso              | Adriano Malori         |
| Lettonie         |                             | Gatis Smukulis         |
| Luxembourg       |                             | Ben Gastauer           |
| Pays-Bas         | Ronan van Zandbeek          |                        |
| Nouvelle-Zélande | Thomas Hanover              | Clinton Avery          |
| Norvège          | Daniel Slåtto Gomnes        | Vegard Breen           |
| Pologne          |                             | Jarosław Marycz        |
| Portugal         | Ricardo Vilela              | Nélson Oliveira        |
| Royaume-Uni      | Peter Kennaugh              |                        |
| Russie           |                             | Timofey Kritskiy       |
| Slovaquie        | Ondrej Zelinka              |                        |
| Slovénie         | Gašper Švab                 |                        |
| Suède            | Jonas Ahlstrand             | Tobias Ludvigsson      |
| Suisse           |                             | Marcel Wyss            |
| Ukraine          |                             | Yuriy Agarkov          |